# نیکلاس رایت
نیکلاس رایت (انگلیسی: Nicolas Wright؛ زادهٔ ۲۳ مارس ۱۹۸۲) بازیگر اهل کانادا است.
از فیلم‌ها یا برنامه‌های تلویزیونی که وی در آن نقش داشته‌است، می‌توان به بهترین بازی دنیا، سقوط کاخ سفید، لوک افغان، و روز استقلال: بازخیز اشاره کرد.